# Metopodicha achaemenica
Metopodicha achaemenica là một loài bướm đêm trong họ Noctuidae.